# José Manuel Cortina
José Manuel Cortina y Garcia (ur. 3 lutego 1880 r. w San Diego de Nunez, zm. 9 marca 1970 w Miami) – kubański polityk, prawnik i dziennikarz. Jest uważany za jednego z najwybitniejszych kubańskich dyplomatów i oratorów, a wśród jego wielu publikacji najbardziej znaną jest „Ideales Internacionales de Cuba”.

## Kariera
Był synem rolnika baskijskiego pochodzenia, Constantino de Cortina y Arteagi i Marii Luisy Garcii y Gutierrez. W 1903 roku ukończył Colegio de Belen i został prawnikiem.
W 1908 roku po raz pierwszy został wybrany na członka Kubańskiej Izby Reprezentantów, a później do senatu. Przez pewien czas pracował też w sekretariacie prezydenta Alfredo Zayasa y Alfonso. W 1927 r. został kubańskim delegatem do Ligi Narodów, a na początku lat 30. mianowano go członkiem komitetu koordynującego, który pracował nad kubańską konstytucją. W latach 1936–1937 był ministrem spraw zagranicznych Kuby za prezydentury Miguela Mariano Gómeza oraz w latach 1940–1942 za rządów Fulgencio Batisty. Po rewolucji kubańskiej, rząd Fidela Castro skonfiskował mu dwa duże gospodarstwa rolne i własności rodzinne, więc Cortina wyemigrował do USA.

## Rodzina
Ze swoją pierwszą żoną, Marią Joséphą Corrales, miał czwórkę dzieci: Ofelia, Esther, José-Manuela Jr. i Humberto.
Później poślubił Adelę Ramirez y Blanco, z którą miał syna Aníbala. Został on później cenionym prawnikiem i ekonomistą, lecz porzucił swoją karierę na rzecz Organizacji Państw Amerykańskich.
Cortina miał także dwójkę dzieci z ukochaną z dzieciństwa, Leocardią de la Concepcion de Verna y Penes, córkę Judith (1912–2005) i syna Aquilesa (1916–1962). Judith poślubiła Mario Miliana, z którym miała córkę Judith Marty, a Aquiles ożenił się z Daisy Breton i też miał jedynie córkę, Daisitię. Wśród sławnych potomków José Manuela Cortiny znajduje się także: Nestor Carbonell, Aileen M Marty i Elena Marty-Nelson.